# プレミスト盛岡駅前GATE-TOWER
プレミスト盛岡駅前GATE-TOWER（プレミストもりおかえきまえゲートタワー）は、岩手県盛岡市にあるタワーマンションである。

## 概況
盛岡市の玄関口、盛岡駅のほぼ真向いにある。岩手県内では2015年5月現在、同市内のマリオス（92m）、D'グラフォート盛岡駅前タワーズリバティ棟(85.75m)、ル・サンク中の橋タワーレジデンス(78.74m)、八幡平市のホテル安比グランドタワー館(78m)に次ぐ高さであり、マンションとしては県内第三の高さである。また、規模としても、総戸数138戸は県内でも上位の数である。
道路を挟んで隣には、同じ大和ハウス工業のタワーマンションであるD'グラフォート盛岡駅前タワーズがある。
隣接するD'グラフォート盛岡駅前タワーズと戸数を合わせると422戸であり、D'グラフォート盛岡駅前タワーズとともに、盛岡駅前に大規模マンションゾーンを形成している。

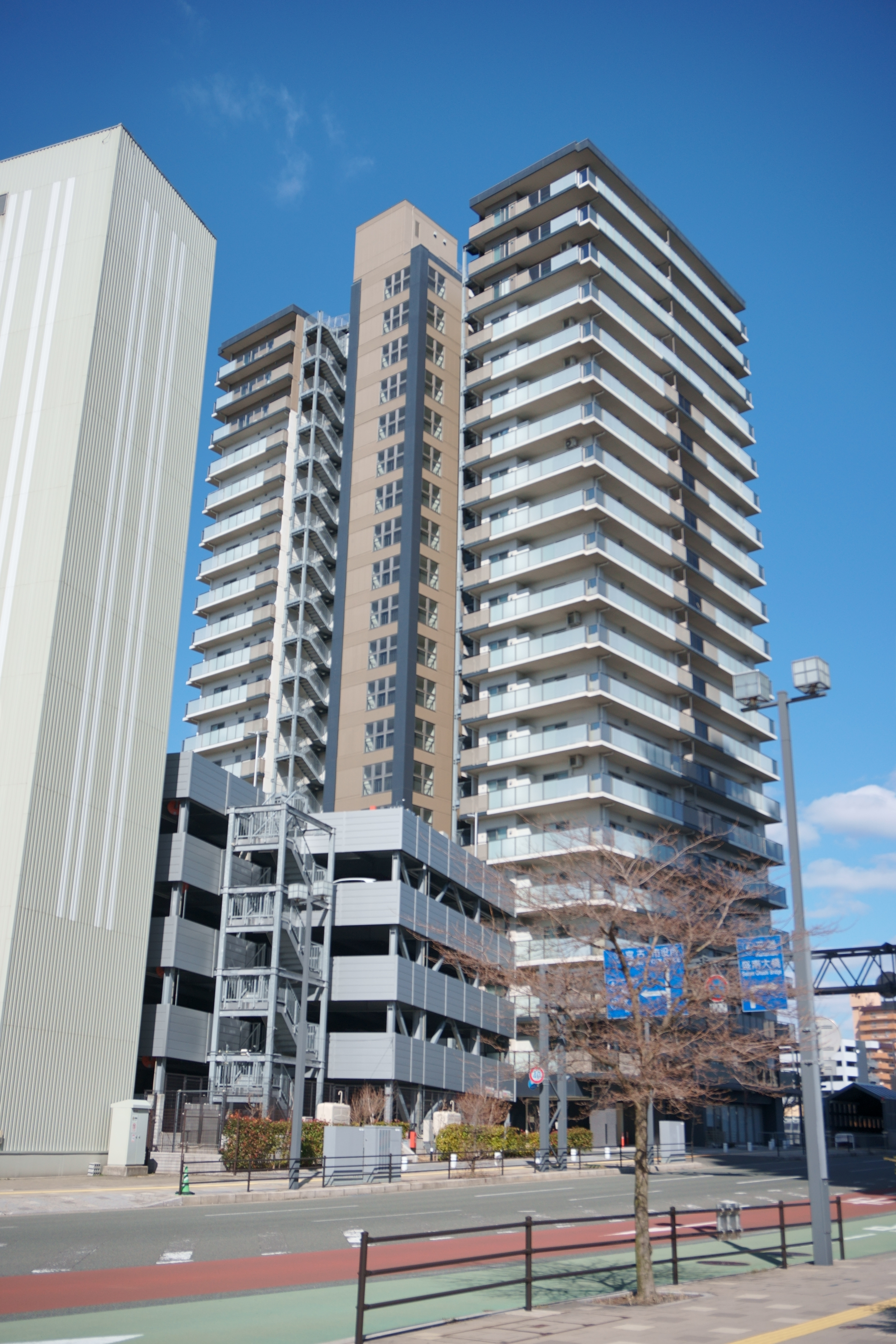
盛岡駅前から見たプレミスト盛岡駅前GATE-TOWER
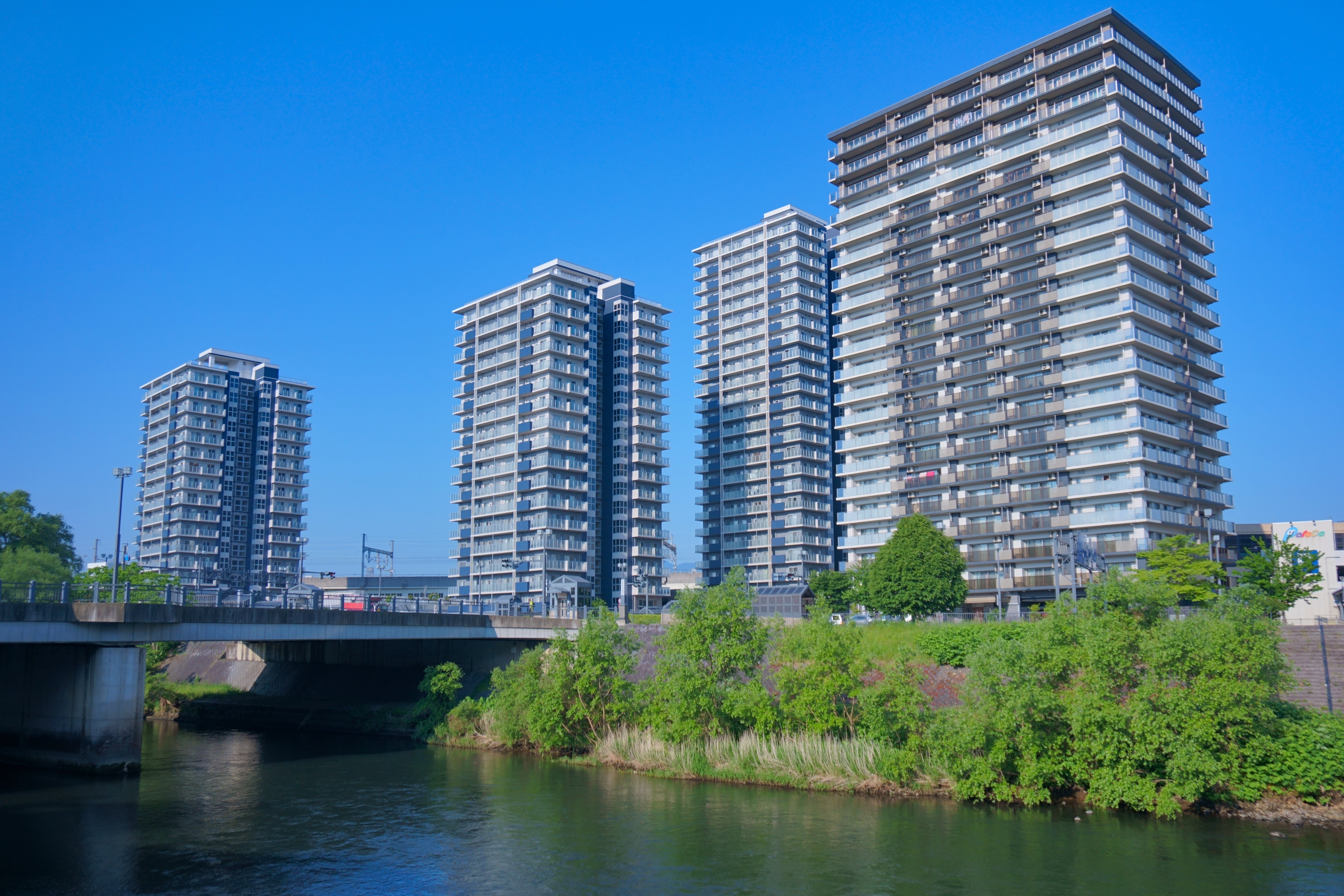
プレミスト盛岡駅前GATE-TOWERとD'グラフォート盛岡駅前タワーズ

## 特徴
岩手県内で二番目に建設されたタワーマンションであるが、一番目に建設されたD'グラフォート盛岡駅前タワーズと同じく建築主は大和ハウス工業である。しかし、D'グラフォート盛岡駅前タワーズが寒色系の外壁なのに対し、暖色系の外壁を使用したりと差異化を図っている。

## 周辺環境
- 盛岡駅（東日本旅客鉄道（JR東日本）、IGRいわて銀河鉄道）
- マリオス
- アイーナ（いわて県民情報交流センター）
- 盛岡第2地方合同庁舎
- D'グラフォート盛岡駅前タワーズ
- フェザン
- イオンタウン盛岡駅前
- クロステラス盛岡
- MOSS
- 川徳
- 岩手朝日テレビ（IAT）本社
- コジマ×ビックカメラ盛岡店
- ラウンドワンスタジアム盛岡店
- 盛岡市立桜城小学校
- 盛岡市立城西中学校
- ホテルルートイン盛岡駅前
- 東横イン盛岡駅前
- 東横イン開運橋
- 開運橋
- 不来方橋
- 旭橋
- 盛南大橋